# Леда (спутник)
Ле́да (от др.-греч. Λήδα), также известный как Юпи́тер XIII — нерегулярный спутник Юпитера.

## Открытие
Был обнаружен Чарльзом Ковалем 14 сентября 1974 года на фотографических пластинках, которые были экспонированы за три дня до этого в Паломарской обсерватории (с 11 по 13 сентября; Леда была запечатлена на всех). Поэтому официальной датой открытия считается 11 сентября 1974 года. Спутник был назван в честь Леды, возлюбленной Зевса из греческой мифологии. Коваль предложил название, и Международный астрономический союз официально утвердил его в 1975 году.

## Орбита
Леда совершает полный оборот вокруг Юпитера на расстоянии в среднем 11 165 000 км за 240 дней и 12 часов. Орбита имеет эксцентриситет 0,15 и наклон к локальной плоскости Лапласа 27,5°. принадлежит к группе Гималии.

## Физические характеристики
Диаметр Леды в среднем составляет 20 км. Плотность оценивается 2,6 г/см³. Спутник состоит предположительно из преимущественно силикатных пород. Очень тёмная поверхность имеет альбедо 0,04. Звёздная величина равна 19,5m.